# Hispano Aviación HA-200

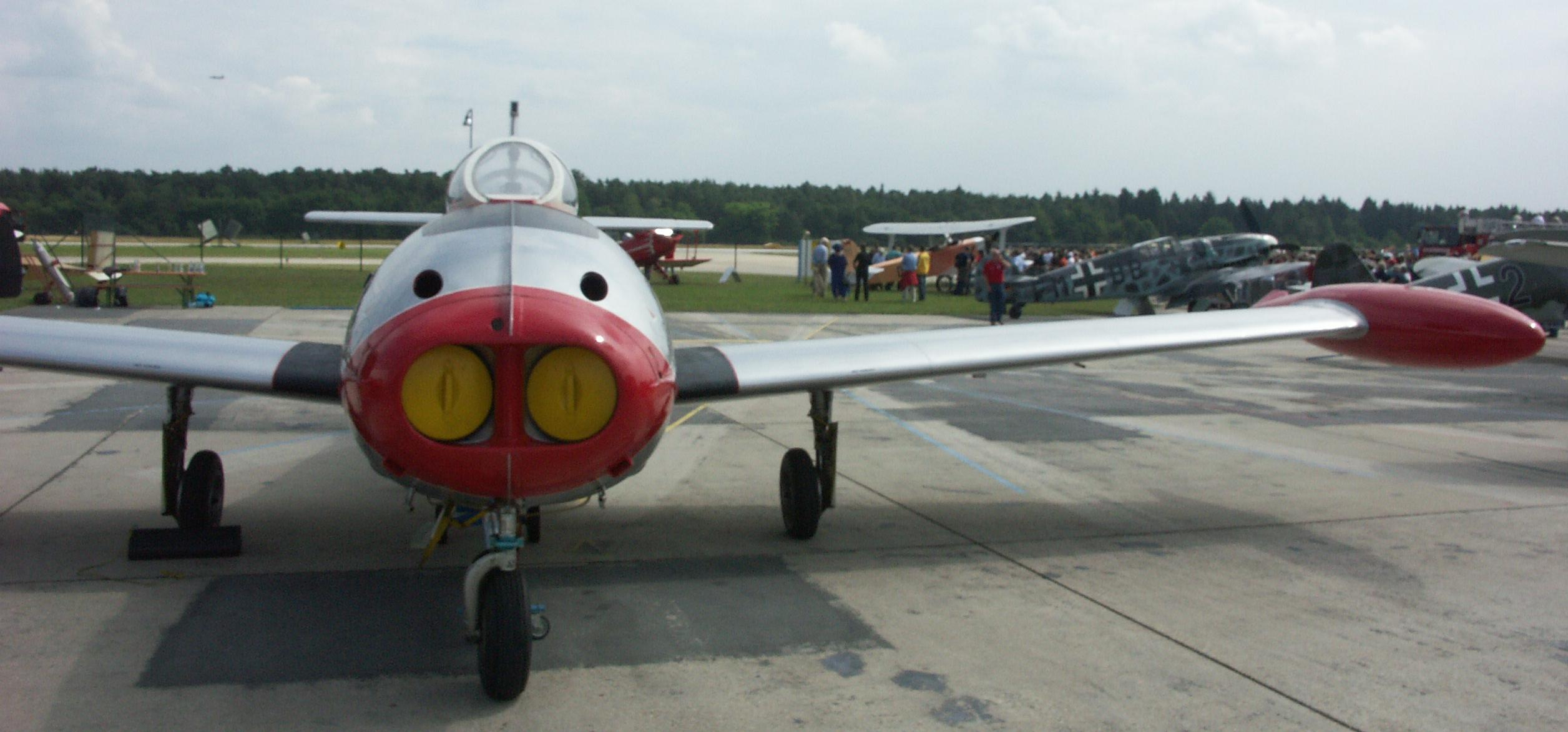
Frontansicht der HA-200

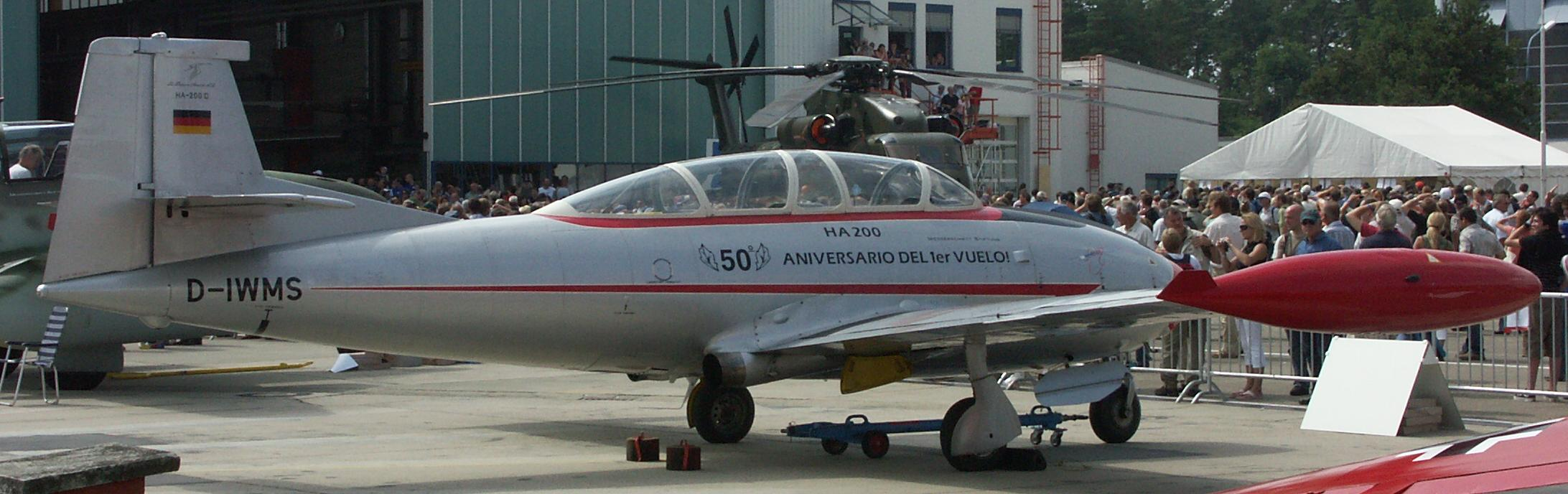
Die HA-200 der Messerschmitt Stiftung

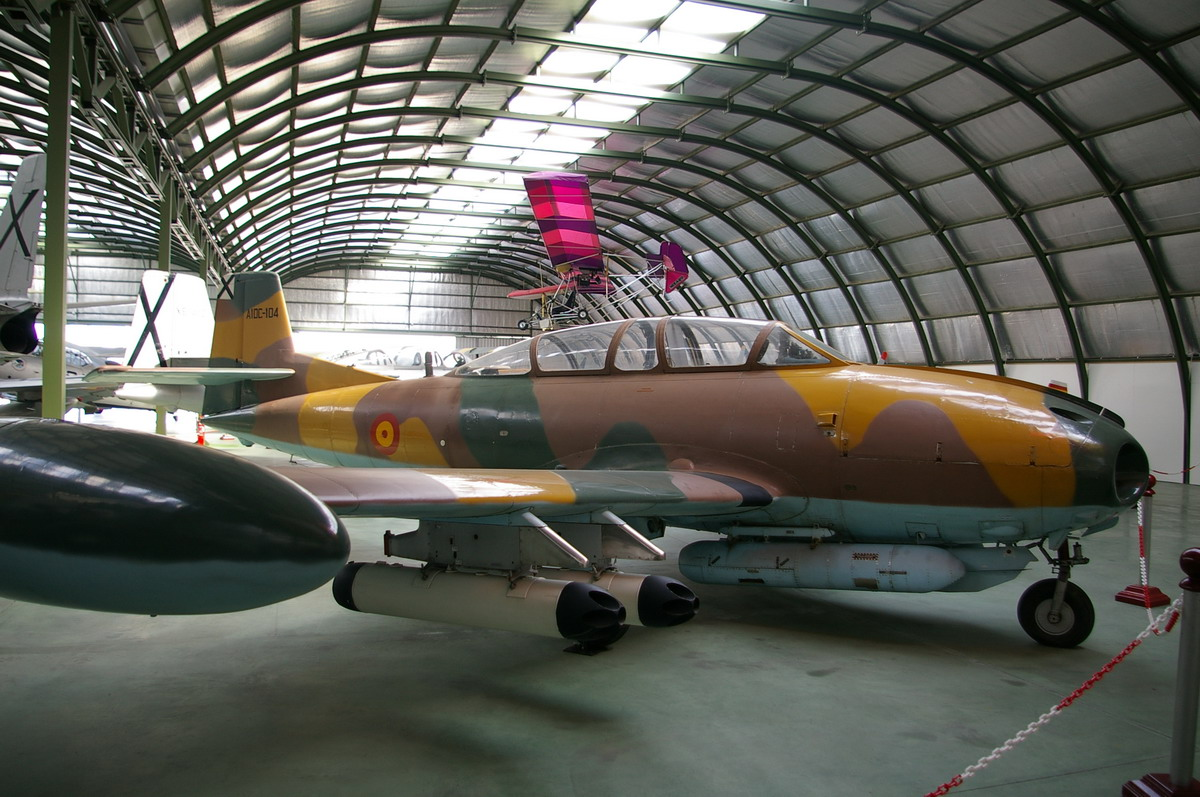
Die als Jagdbomber klassifizierte HA-220 Super Saeta war die letzte produzierte Version, Antrieb und Bewaffnung wurden verbessert

Die Hispano Aviación HA-200 Saeta (Pfeil) war ein zweistrahliger Trainer und leichtes Erdkampfflugzeug der spanischen Firma Hispano Aviación.

## Geschichte
Die Maschine war als Nachfolger der nie in Serie gegangenen HA-100 Triana und der US-amerikanischen North American T-6 Texan gedacht. Bei der Auslegung wurden die Hauptbestandteile der HA-100 verwendet. Konstruiert wurde er von einem deutsch-spanischen Team unter der Leitung von Willy Messerschmitt, der zu diesem Zeitpunkt als Berater in Spanien tätig war.
Der Erstflug des ersten Prototyps erfolgte am 12. August 1955 von Sevilla San Pablo aus, der des zweiten am 11. Januar 1957. Der Pilot war Fernando Juan de Valiente. Der Antrieb bestand aus zwei Turboméca-Marboré-II-Triebwerken. Die Maschine war mit zwei 7,7-mm-MG bewaffnet. Das spanische Luftfahrtministerium bestellte daraufhin zehn Vorserienflugzeuge, deren Flugerprobung 1961 begann und bis 1965 dauerte.
Die Serie HA-200A war für den Export bestimmt. Von einer geplanten Serie von 90 Stück, die bei Heluan in Ägypten in Lizenz gebaut werden sollten, wurden 67 unter der Bezeichnung „Al Kahira“ (Sieger) gefertigt. Als Vorlage dienten fünf der Maschinen aus der Vorserie, die 1959 an die Luftwaffe Ägyptens verkauft, zur Version HA-200B umgerüstet und mit einer 20-mm-Kanone ausgerüstet worden waren. Im Sechstagekrieg kamen sie vermutlich nicht zum Einsatz, da die israelische Luftwaffe einen Großteil der ägyptischen Flugzeuge bereits am Boden zerstörte. Maschinen dieses Typs wurden beim Kampf gegen die Guerilleros der Polisario im Dezember 1974 in der Kolonie Spanisch-Sahara eingesetzt.
Die Maschinen wurden zuerst bei der Flugschule in Matacan stationiert, später auch in Villanubla (bei Valladolid) in der Version C-10 mit Marboré-VI-Triebwerken.
Die Hispano Aviacion HA-200E Saeta war eine verbesserte Version der HA-200D. Von ihr wurden 25 Exemplare gebaut und 40 Stück auf diesen Stand modernisiert. Sie hießen „C-10“ und „C-10B“. Antrieb (nun Marboré VI mit 4,7 kN Schub) und Bewaffnung (nun 12,7 mm Breda-SAFAT) waren ebenfalls verstärkt worden. Bei den Versionen C-10B und A-10B handelt es sich in Wirklichkeit um die gleichen Flugzeuge. Die Bezeichnung änderte sich 1978: aus „C“ für „Caza“ (Jagd) wurde „A“ für „Ataque“ (Erdkampf).
Die letzte Version HA-220 Super Saeta, ein Einsitzer, kam nicht mehr zum Kampfeinsatz und war in Morón de la Frontera ab Februar 1976 stationiert. Ein Dutzend dieser Maschinen wurde in die Vereinigte Arabische Republik exportiert (einschließlich einer Vereinbarung über Lizenzbau).
Alle anderen Serien (90 Flugzeuge insgesamt) dienten in der spanischen Luftwaffe.
Es wurden insgesamt 102 Stück in verschiedenen Versionen in Spanien (211 weltweit) gebaut: HA-200R-1, HA-200A, HA-200B, HA-200D und HA-200E. Hinzu kamen 25 Stück der HA-220.
Die letzten Maschinen der spanischen Luftwaffe wurden 1982 außer Dienst gestellt. Zurzeit sind noch etwa 20 Stück weltweit flugfähig. Die Messerschmitt Stiftung besitzt ein Exemplar, das vom Flugmuseum Messerschmitt betrieben wird.
Eine dieser Maschinen stürzte während einer Flugschau auf dem Flughafen Madrid-Cuatro Vientos im Mai 2013 ab und wurde zerstört. Der Pilot kam ums Leben.

## Technische Daten
Die HA-200 wies zwar eine konventionelle Ganzmetallkonstruktion auf, war jedoch mit elektrisch verstellbarer Höhenflosse, hydraulischem Einziehfahrwerk und druckbelüftetem Cockpit ausgestattet. Im Vergleich zu ihren hervorragenden aerodynamischen Flugeigenschaften, die denen der Fouga Magister vergleichbar waren (wie die Piloten Valiente und Prico Santacruz beim Aerosalon in Le Bourget 1965 gegenüber der Fiat G.91 mit dem Piloten Donati zeigten), war die Ausstattung der HA-200 unterdurchschnittlich.
| Kenngröße             | Daten                                                                       |
| --------------------- | --------------------------------------------------------------------------- |
| Besatzung             | 2                                                                           |
| Länge                 | 8,97 m                                                                      |
| Spannweite            | 10,93 m                                                                     |
| Höhe                  | 2,85 m                                                                      |
| Flügelfläche          | 17,40 m²                                                                    |
| Flügelstreckung       | 6,42                                                                        |
| Spurbreite            | 3,45 m                                                                      |
| Flächenbelastung      | 206,78 kg/m²                                                                |
| Leistungsbelastung    | 3,74 kg/kp                                                                  |
| Leermasse             | 1830 kg                                                                     |
| Startmasse            | 3650 kg                                                                     |
| Höchstgeschwindigkeit | 655 km/h                                                                    |
| Dienstgipfelhöhe      | 12.000 m                                                                    |
| Steigleistung         | 17 m/s                                                                      |
| Reichweite            | 1500 km                                                                     |
| Triebwerke            | zwei Turboméca-Marboré-II-A-Triebwerke; jeweils 3,97 kN (400 kp) Schubkraft |
| Bewaffnung            | zwei MG und bis zu 1500 kg Bomben oder ungelenkte Raketen                   |